# Manuel Lapuente
Manuel Lapuente Díaz (15 de maig de 1944) és un exfutbolista mexicà.

## Selecció de Mèxic
Va formar part de l'equip mexicà a la Copa del Món de 1998 com a entrenador.